# 김석황
김석황(金錫璜, 1894년 2월 28일 ~ 1950년 6월 30일)은 한국의 독립운동가이며 정치인이며 다른 이름은 김윤황(金潤璜)이다. 황해도 봉산(鳳山)출생. 본관은 김해(金海)
황해도 봉산(鳳山) 출신이며 할아버지에게서 한학을 배웠다. 일본으로 유학 일본 와세다 대학(早稻田大學)에 입학했으며, 1919년 2월 대학 재학 중 서춘(徐椿)·최팔용(崔八鏞) 등과 함께 2·8독립선언에 가담해 인원을 모으고 문서작성 및 연락·배포 등 하다가 일경에 체포되었으나 훈방으로 풀려났다.
석방 뒤, 중국으로 망명하여 상하이 대한민국 임시정부에 참여하여 활동하였으며, 임시의정원 의원을 지냈다.
1919년 9월 내무총장 안창호 주도로 조직된 임시사료편찬회에 참여, 안창호(安昌浩)를 총재로 하고 이광수(李光洙), 김병조(金秉祚), 김두봉(金枓奉), 김붕준(金朋濬) 등과 함께 사료편찬·발간활동을 하였고, '한국독립운동사'와 '한일관계사료집' 4권 편찬에 참여하였다.
이후 김구·윤현진·손정도·김순애 등과 함께 의용단을 결성, 조직하였으며 의용단 단장으로 활동하였다.
1920년 5월 국내에 들어와 군자금 천여 원을 모금하여 상하이로 돌아왔고, 계속 모금활동과 동지들을 규합해 군자금을 조달 활동을 전개하였다.
그러다 그해 9월 만주 봉천(奉天)에서 그를 추적하던 일본경찰과 교전하다가 체포되어 그해 12월 국내로 이송, 평양복심법원에서 징역10년형을 언도받고 서대문형무소에 수감되어 옥고를 치렀다.
그 뒤 풀려난 후 대한민국 임시정부로 돌아왔다가, 임시정부의 비밀 파견원으로 국내에 밀파되었다.
광복 후, 한독당 중앙위원이며·국민의회 동원부장ㆍ대한보국의용대장 등 우익 정치인으로 활동하였다. 김구가 모스크바 3상회담에 반발, 강력한 반탁운동을 추진하자 12월 30일 결성된 신탁통치반대 국민총동원위원회 위원이 되었다.
1947년 12월 한민당의 정치부장 장덕수가 피살되었을 때 붙잡힌 배희범·박광옥 등의 배후로 지목되어 미(美) 군정 재판에서 재판받고 수감되었다.
1950년 복역 중 한국 전쟁이 발발해 인민군에게 사형당했으며 1982년 건국훈장 독립장이 추서되었다.

## 같이 보기
- 대한민국 임시정부
- 김구
- 한국독립당
- 장덕수